# Jules Wijdenbosch
Jules Wijdenbosch (neerlandès: Jules Albert Wijdenbosch)  (Paramaribo, 2 de maig de 1941 - Paramaribo, 30 d'abril de 2025) va ser un polític de la República de Surinam de la qual fou president de entre els anys 1996 i 2000. El pont que uneix Paramaribo, la capital de Surinam, i Meerzorg, al districte de Commewijne, duu el seu nom.